# La Vie en culotte rouge
La Vie en culotte rouge var en fransk veckotidning som gavs ut mellan 1902 och 1912.
Tidningen innehöll humoristiska illustrationer – motivet var genomgående militärer som på olika sätt interagerar med kvinnor (oftast unga och vackra, ibland lättklädda) – och ekivoka berättelser. Namnet på tidningen syftar på de franska infanterisoldaternas röda byxor. Ibland hade tidningen en ironisk undertitel av typen "Litterär och konstnärlig tidskrift". La Vie en culotte rouge fick stor spridning i hela Frankrike, men fick läggas ner efter attacker från moraliserande grupper.
Bland de som medverkade i tidningen kan nämnas Louis Forton och Jean d'Aurian.